# Harufjärden
Harufjärden är ett naturreservat i Luleå kommun i Norrbottens län.
Området är naturskyddat sedan 1997 och är 28,8 kvadratkilometer stort. Reservatet omfattar 13 små öar och ett antal smågrund i Harufjärden i Lule skärgård. Reservatet består av hällmarker, klapperstensfält och strandängar.